# János Severini
Pour les articles homonymes, voir Severini.
János Severini, Ján Severini ou Ioannis Severini (23 juillet 1716 - 8 mai 1789) est un enseignant et historien hongrois.

## Biographie
János Severini naît le 23 juillet 1716. De 1755 à 1789, il enseigne dans différentes universités : Tübingen, Göttingen, Halle, Leipzig et Bratislava. 
János Severini meurt le 8 mai 1789.

## Œuvres
- 1767 : Commentatio historica de veteribus incolis Hungariae Cis-Danubianae…[3]
- 1769 : Conspectus historiae hungariae a prima gentis origine ad memoriam nostram perducte[3]
- 1770 : Pannonia veterum monumentis illustrata cum Dacia Tibissana[3]
- 1773 : Fundamenta historiae civilis…[3]
- 1779 : Tentamen zoologiae Hungaricae, seu historiae animalium, quorum magnam partem alit Hungaria[3]
- 1781 : Dissertatio de modo inveniendi situs veterum Pannoniae oppidorum, in qua de Acinco...[3]
- 1789 : Philosophia rationalis, seu logica…[3]